# Кречетов, Фёдор Васильевич
Фёдор Васи́льевич Кре́четов (1743, село Борщево, Севский уезд, Орловская губерния — около 1807, Пермь) — вольнодумец, первый русский конституционалист, просветитель и общественный деятель. Имя Кречетова Ф. В. в силу разных обстоятельств не столь известно и это не снижает его роли в развитии общественной мысли XVIII века.

## Биография
Точной даты рождения, сведений о происхождении Кречетова в его формулярном списке нет. Никаких сведений о его происхождении не содержится в материалах следственно дела, сохранившегося в архиве Тайной экспедиции. Его родители постарались и сумели дать мальчику бесплатное начальное образование, которое было намного лучше распространенного тогда домашнего.
- В 1761 начал государственную службу писцом в Карачевской воеводской канцелярии.
- 20 августа 1764 переведен в Москву, копиистом в Московскую контору Юстиц-коллегии.
- 9 октября 1769, служа в должности канцеляриста, получил аттестат для определения в армию. 1769—1775 находился на военной службе .
- с 1 июня 1770 состоял «писарем сержантского чина» в штабе генерал-фельдмаршала К. Г. Разумовского, увлекся изучением российского военного законодательства.
- 1 января 1771 назначен аудитором Тобольского пехотного полка, входившего в состав Финляндской дивизии. Кроме командира полка подчинялся обер-аудитору Финляндской дивизии А. Н. Радищеву.
- 1772—1773 произведен в младший обер-офицерский чин, в прапорщики и получил личное дворянство.
- 15 декабря 1775 упорядочивание армейских штатов помогло перевестись на статскую службу. Произведен в подпоручики (12-й класс).
- В июне 1776 назначен секретарем Малоярославецкого нижнего земского суда, только что созданного в ходе губернской реформы Екатерины II.
- 22 сентября 1778 Кречетов был отрешен Сенатом от должности «за неправое решение» с повелением впредь его ни к каким делам не определять и «для свободного жилья дать ему паспорт». Хотя материалы следственного дела никаких сведений на этот счет не содержли, это решение Сената не было выполнено: Кречетову удалось оправдаться.
- 5 августа 1779 он был уволен с производством в чин поручика. Испытывая растущее стремление заняться учительской и просветительской деятельностью, Кречетов переехал на жительство в С.-Петербург. Он был причислен к Герольдии, но места в Герольдмейстерской конторе (часть канцелярии Сената) так и не получил.
- В конце 1781 ему удалось поступить на службу в столичную полицию, в Управление С.-Петербургского оберполицмейстера. В полиции прослужил меньше года: до 1 июня 1782.
- 16 апреля 1781, будучи причисленным к Герольдии и, возможно, используя покровительство К. Г. Разумовского, он успешно сдал экзамен и получил от специальной комиссии Академии наук патент (аттестат) домашнего учителя. После увольнения из полиции Кречетов начал хлопотать о должности в одной из частных комиссий, созданных общей Комиссией по составлению проекта нового Уложения (практически уже прекратила работу), а также в только что созданной Комиссии об учреждении народных училищ. И даже — о должности библиотекаря или секретаря Вел. Кн. Павла Петровича. Не добившись должности секретаря Вел. Кн. Павла Петровича, Кречетов сумел получить место управляющего канцелярией князя Петра Никитовича Трубецкого.
- В августе 1783 ему удалось (с помощью князя П. Н. Трубецкого) добиться аудиенции у П. В. Завадовского — бывшего фаворита и кабинет-секретаря Екатерины II, сенатора, управлявшего учебными заведениями, — и передать для Императрицы свой труд о необходимости распространения просвещения в России. Но и этот проект был ему возвращен обратно.
- 30 августа 1785 Кречетов открыл «Всенародно вольно к благоденствию составленное общество», которое должно было воплотить в жизнь его проекты по подобию уже созданных «вольных обществ», осознав, что в одиночку добиться хотя бы рассмотрения своих проектов на высочайшем уровне у него едва ли получится.
- В 1786 на заседаниях «вольного общества» решено было организовать собственное печатное издание и назвать его «Не все и не ничего». Но в этом деле Кречетов столкнулся с серьезными финансовыми трудностями, и в свет вышел только один номер, который запретил цензура. В нем была подробно представлена цель общества и всех планируемых им печатных изданий: распространение просвещения в России. Этот первый номер произвел впечатление в образованной части столичного общества, его активно обсуждали.
- В феврале 1787 Кречетов от своего имени и от имени общества обратился с прошением к Екатерине II о необходимости открытия государственных «юридических школ», в которых обучали бы не только грамоте, но и законам. Также в этом прошении он еще раз просил принять его общество под высочайшее покровительство. Ответом его не удостоили.
- летом 1787 Кречетов напечатал два своих перевода: «Сокращенное предложение королевского плана к поправлению правосудия, сочиненное господином Формеем» и «О размножении цветов». Без разрешения цензуры издал брошюру «Открытие нового издания; души и сердца пользующего. О всех и за вся, и о свеем ко всем; или Российский патриот и патриотизм». В итоге столичная Управа благочиния (полицейский орган, к компетенции которого относилось судебное производство по гражданским делам) открыла против Кречетова судебное дело.
- 26 августа 1790 состоялся суд, решением которого Кречетову фактически было запрещено издавать собственные произведения. Кроме того, ему было запрещено использовать в своих сочинения церковные обороты.
- В июне 1791 Кречетов снова обратился к Екатерине II с планом учреждения «Национальной в России благоучительной (словесноучительской) школы». В этом плане он подробно расписал необходимость распространения образования среди населения как мужского, так и женского пола, причем образования не только общего, но и «юридического», обосновав это тем, что в империи большая нужда в «письмоводцах».
- 26 апреля 1793 Осип Малевинский, дворовый человек секундротмистра конной гвардии Д. В. Татищева, написал на имя С.- Петербургского генерал-губернатора П. П. Коновницына донос на Кречетова. В доносе он сообщил, что на собраниях Кречетов произносил «непристойные и укорительные слова на высочайшую честь Императорского Величества…». Речь шла о государственном преступлении, и П. П. Коновницын немедленно доложил о доносе генерал-прокурору А. Н. Самойлову. По заведенному порядку расследования государственных преступлений, а к ним относились и «непристойные слова в адрес самодержца», Кречетов был арестован гвардейским караулом и доставлен в Петропавловскую крепость — в Тайную экспедицию Сената, занимавшую помещения в Алексеевском равелине. На допросах Кречетов держался дерзко, постоянно спорил, менял показания. Приговор императрицы был предсказуемо суров.
- 18 июля 1793 этот приговор был доставлен в Тайную экспедицию и объявлен Кречетову. «Совершенный бунтовщик» Кречетов был обречен на пожизненное заключение и ему запрещалось писать. Но каземат Алексеевского равелина не сломил Кречетова.
- в декабре 1794 при осмотре его камеры были найдены листы бумаги на которых Кречетов булавкой выкалывал на них буквы. Это отягчило участь узника и Кречетов был переведен в Шлиссельбургскую крепость, где содержались самые опасные государственные преступники, на минимальное довольствие, с особым указанием следить, «чтоб он никаких разговоров и сообщения ни с кем не имел и содержан был наикрепчайше».
- 15 марта 1801, после восшествия на престол Александра I, Кречетов был освобожден по общей амнистии.
- 26 мая 1801 Кречетову вернули шпагу, патент на чин и другие документы, но он остался без службы и без средств к существованию.
- .В июне 1803 Кречетов обратился с проектами реформы образования в Министерство народного просвещения и в Комиссию по составлению законов. Его ходатайство вызвало крайнее неудовольствие Александра I, и неугомонный прожектер был сослан в Пермь на «инвалидное» содержание, равное 26 руб.
- В сентябре 1806, находясь в Перми, Кречетов пытался убедить министра юстиции П. В. Лопухина и Комиссию по составлению законов разрешить ему сочинение книг и проектов, относящихся до юриспруденции, с просьбой определить его в «словесно-учительскую службу», ибо, по его мнению, без «истинного умов просвещения или паче без научения всех россиян словесности» не могут быть доведены до совершенства и юридические законы.
- В мае 1807, не получив ответа, Кречетов вновь обратился с прошением, на этот раз к военному министру С. К. Вязмитинову, чтобы его или перевели в С.-Петербург, где он смог бы применить свой способ «скорейшего обучения письму и чтению», или определили в полицию обер-аудитором на родине, в Орловской губернии, или назначили преподавателем в «воинской школе». Более никаких прошений в столицу от поручика Кречетова не поступало. По всей видимости, по причине его смерти: к этому времени он достиг 80-летнего возраста.

## Взгляды и воззрения
Федор Васильевич Кречетов оставил интересное творческое наследие. Говорить о его взглядах на основании этого наследия сложно: работы написаны витиеватым языком, в них много противоречий. Писали о нем незаслуженно мало, так как он не сумел издать свои труды, а лишь отдавал их переписывать и распространял среди единомышленников. Так они и остались неизвестны современникам.
В своих трудах, прежде всего в «Плане юридическом», он выступает сторонником просвещенной абсолютной монархии. В наиболее значимом своем труде — «Плане юридическом» — он предстает сторонником просвещенного абсолютизма Екатерины II. Кречетов подал императрице Екатерине II несколько своих проектов развития образования в России, создал «вольное общество» из своих единомышленников, хотел начать выпуск своих просветительских сочинений. Был арестован на основании доноса и осужден Екатериной II на пожизненное тюремное заключение в Петропавловской, затем в Шлиссельбургской крепости, как государственный преступник, «совершенный бунтовщик», атеист и противник самодержавной власти, призывающий к низвержению крепостного права. Едва ли Кречетов мыслил своим идеалом республику — по всей вероятности, он был сторонником просвещенной монархии, ограниченной законами.
Общественно-политические взгляды Кречетова включали в себя два основных направления: распространение просвещения и установление правосудия. Причем первое неизбежно должно повлечь за собой второе. Он считал, что главная проблема страны — невежество. При этом он указывал, что одинаково необходимо обучать и мужчин, и женщин, для всех желающих учиться следует учредить школы «по родам и состояниям департаментами: дворянства, художеств, письмоводства, купечества, разночинцев». Каждую из школ, в свою очередь, следовало разделить на департаменты по возрасту. После чего установить число учеников в школе, срок их обучения и размер оплаты. Законность, по его мнению, есть основа государственности.
Обладая опытом военной и гражданской службы, самостоятельно изучая российское законодательство, Ф. В. Кречетов пришел к убеждению, что для установления правосудия в России необходимо активно развивать народное образование. Особую важность он придавал распространению правовых знаний, созданию юридических школ и распространению юриспруденции и юридической грамотности в стране: он был убежден в том, что правовая грамотность населения ограничит самоуправство правителей страны, включая самодержца, и обеспечит законность их решений и действий. Он считал, что создание сети юридических школ будет способствовать распространению правосудия. Это, в свою очередь, позволит умы людские приготовить к реформам, после чего следует созвать собрание знатных людей всякого состояния, которые призваны будут сочинить нужные законы.
Для распространения просвещения, а также всестороннего обследования России, Кречетов, в проекте, адресованном Л. И. Талызину, — герольдмейстеру, возглавлявшему Герольдмейстерскую контору, — предлагал составить «компанию путешественников по России, как водой, так и сухим путем, с тем, дабы чрез оное путешествие с помощью прежних описаний учинить новейшее всей России осмотрение… Равно и к рассмотрению человеческого слова — грамматики и словаря к сочинению сведения снискать истинные, дабы всякое государства благоустройство наивернейшим образом сочинить было возможно наибольшему отечества нашего жизненность и наилучший порядок приведению…». Все вместе эти мероприятия могли бы способствовать просвещению населения. Он был глубоко убежден, что просвещенный народ не допустит тирании и сам установит для себя наилучшее правление.
Он лично был знаком с А. Н. Радищевым, но не стал сторонником революционных идей и не выступал явно против самодержавия — он ратовал за действительно просвещенную монархию. Проекты и работы Кречетова не несут в себе революционности, он никогда не выступал противником самодержавия или крепостного права, а наоборот — воплощение в жизнь всех своих проектов он связывал с верховной властью. Вместе с тем он размышлял, говорил и писал о необходимости формирования правосознания и распространения не просто просвещения, за что ратовали тогда многие, а именно юридического образования. Он указывал на необходимость не просто распространения просветительских идей или повышения уровня образованности общества, а увеличение числа «простых» людей, обладающих правовыми знаниями, благодаря которым они могли бы «заставить» власть следовать хотя бы тем законам, которые она сама принимает. В витиеватых высказываниях Кречетова читается призыв к власти обеспечить механизм исполнения законов, а в качестве инструмента предлагается правовая грамотность населения, распространение которой приведет к тому, что люди сами смогут определить, когда власть нарушает закон.

## Публикации
- «План юридический» (1781—1784)
- «Камилловы пять сновидений»
- «Героический трипеснец, или Троевидное изъяснение человеческого рассудка» (1784)
- «Изъявление понятий юриспруденции всеобщей» (1785)
- «Сокращенное предложение королевского плана к поправлению правосудия, сочиненное господином Формеем» (1787)
- «О размножении цветов» (1787)
- «Открытие нового издания; души и сердца пользующего. О всех и за вся, и о свеем ко всем; или Российский патриот и патриотизм» (1787)
- Сочинения в кн.: Русские просветители (от Радищева до декабристов), т. 2, М., 1966.